# L'Essor savoyard
Pour les articles homonymes, voir L'Essor.
L'Essor Savoyard est un hebdomadaire régional appartenant au groupe de presse Le Messager, lui-même possédé par le groupe belge Rossel. Chaque semaine, il couvre l'actualité locale d'Annecy, d'Aix-les-Bains et de Chambéry à travers la politique, l'urbanisme, la mobilité, le patrimoine ou encore les faits-divers.
On y retrouve ponctuellement des informations concernant :
- l'Ain (bassin de Bellegarde et pays de Gex) ;
- la Haute-Savoie (Chablais, Faucigny et Genevois) ;
- la Savoie (bassin d'Albertville).

## Histoire

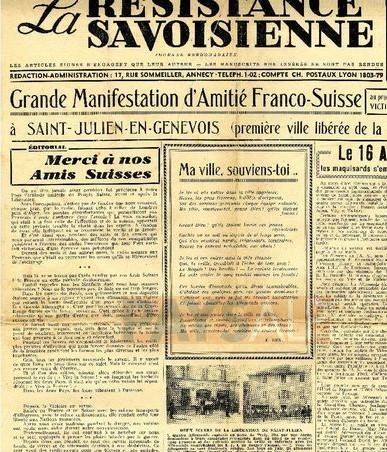
Journal La Résistance savoisienne, Annecy, prédécesseur de l'Essor savoyard.

La Résistance savoisienne fut un hebdomadaire édité à Annecy de 1944 à 1950, fondé par Marcel Fivel-Démoret (1917-2008). Ce journal est né de la fusion du quotidien la Libération (1944, 72 numéros), édité par les commissions de presse du Comité départemental de Libération, et le Renouveau (1944, 9 numéros), de tendance socialisante, le 13 novembre 1944. En 1951, Résistance savoisienne prend le nom de L'Essor savoyard, qui fut dirigé jusqu'en 1987 par son fondateur.
En 1992, le Groupe Le Messager et son Président Bernard Mossu prennent  le contrôle du journal. La direction est assurée par Marie-Christine Mossu